# Thomas Windsor (1er vicomte Windsor)
Thomas Windsor, 1er vicomte Windsor (c. 1670 - 8 juin 1738), est un officier de l'armée britannique, propriétaire foncier et homme politique conservateur qui siège à la Chambre des communes anglaise et britannique entre 1685 et 1712.

## Biographie
Il est le deuxième fils de Thomas Hickman-Windsor (1er comte de Plymouth), et de sa deuxième épouse Ursula Widdrington, fille et cohéritière de Thomas Widdrington, lord chef baron de l'Échiquier et Frances Fairfax.
Il est fait page d'honneur de Jacques II en 1685 (un poste qu'il occupe jusqu'à la destitution du roi en 1688) et quelques mois plus tard est élu au Parlement pour Droitwich, bien qu'il n'ait que seize ans à l'époque. Robert Bertie (1er duc d'Ancaster et Kesteven) voulait que lui et Peter Legh soient expulsés, car mineurs. Windsor n'a pas pris part aux travaux du Parlement et n'est pas réélu en 1687.
Pendant la Rébellion de Monmouth en 1685, il sert comme de cornette dans le régiment de cavalerie de Lord Plymouth sous les ordres de son père. Il continue à servir dans l'armée comme capitaine du régiment de John Fenwick (3e baronnet) en 1687, comme lieutenant-colonel du régiment du vicomte Colchester entre 1690 et 1694, comme colonel de cavalerie entre 1694 et 1697, 1702 et 1707 et 1711 et 1712 et du 3e Dragoon Guards entre 1712 et 1717. Il est promu brigadier en 1702, Major général en 1704 et Lieutenant général en 1710.
En 1692, il est nommé valet de la chambre à coucher dans la maison privée du roi William, servant jusqu'à la mort du roi en 1702. En 1699, il est élevé dans la pairie d'Irlande en tant que vicomte Windsor, de Blackcastle. Comme il s'agit d'une pairie irlandaise, il est toujours éligible à la Chambre des communes anglaise et, en 1705, il est de nouveau élu au Parlement pour Bramber, siège qu'il occupe jusqu'en 1708. Entre 1708 et 1712, il représente le Monmouthshire. La dernière année, il est créé pair anglais comme baron Mountjoy, dans l'île de Wight, comme l'un des douze pairs créés pour obtenir une majorité conservatrice à la Chambre des lords.
Lord Windsor épouse Lady Charlotte Herbert, fille unique de Philip Herbert (7e comte de Pembroke), et Henriette de Kéroualle (sœur de Louise de Kéroualle, maîtresse principale du roi Charles II d'Angleterre), et veuve de John Jeffreys, 2e baron Jeffreys, en 1703. Ils ont un fils et au moins quatre filles. Elle est décédée en novembre 1733. Lord Windsor est décédé en juin 1738 et son fils, Herbert, lui succède.
Il hérite du Lower Avon Navigation de son père, qui en a acquis les droits auprès du futur roi Jacques II d'Angleterre.